# Pont Italien
Le pont Italien est une passerelle piétonnière de Saint-Pétersbourg qui enjambe le canal Griboïedov. Il tient son nom de la rue des Italiens à proximité. Il mesure 19,66 m de long sur 3 m de large.  On trouve en amont le pont des Nouvelles Écuries et en aval le pont de Kazan.

## Histoire

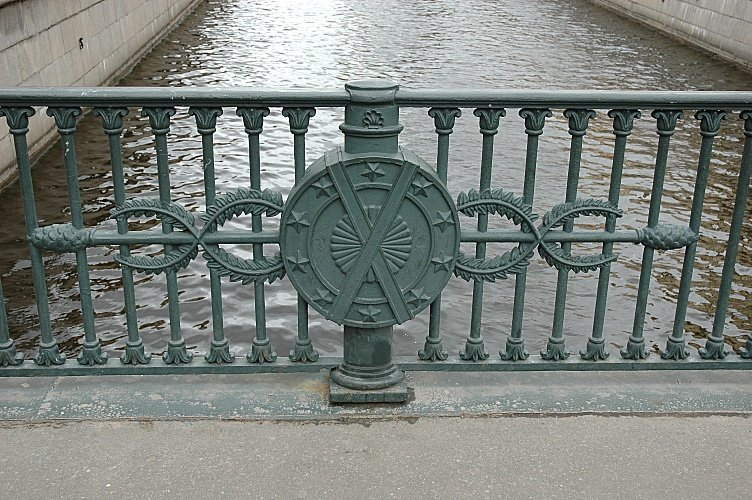
Détail de la grille.

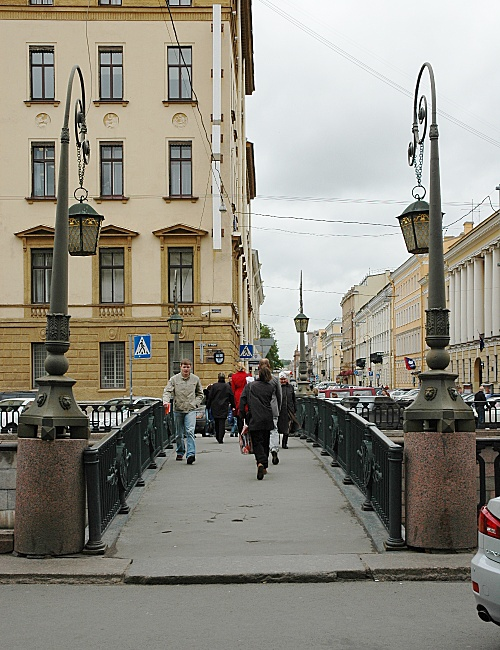
Perspective du pont.

Le pont a été construit en 1896 par L. Kolpitsine à l'emplacement d'une ancienne passerelle de bois. Il a été reconsolidé en 1902 et 1911-1912. Il a été reconstruit en 1937 pour le passage de deux canalisations de chauffage et en 1955.